# Colo Colo FR
Der Colo Colo de Futebol e Regatas, in der Regel nur kurz Colo Colo genannt, ist ein Fußballverein aus Ilhéus im brasilianischen Bundesstaat Bahia.
Aktuell spielt der Verein in der Staatsmeisterschaft von Bahia – Segunda Divisão.

## Erfolge
- Staatsmeisterschaft von Bahia: 2006
- Staatsmeisterschaft von Bahia –Segunda Divisão: 1999, 2014

## Stadion

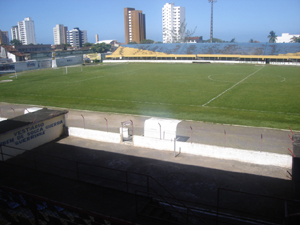
Estádio Mário Pessoa

Der Verein trägt seine Heimspiele im Estádio Mário Pessoa in Ilhéus aus. Das Stadion hat ein Fassungsvermögen von 7000 Personen.

## Trainerchronik
Stand: August 2021
| Trainer                 | Nation         | von          | bis           |
| ----------------------- | -------------- | ------------ | ------------- |
| Ferenc Puskás           | Ungarn Spanien | 1. Juli 1975 | 30. Juni 1976 |
| Sérgio Araújo           | Brasilien      | 2006         |               |
| José Aparecido Ferreira | Brasilien      | 2006         |               |
| Antônio Dumas           | Brasilien      | 2008         | 2009          |
| Quintino Barbosa        | Brasilien      | 2011         |               |
| Fernando Dourado        | Brasilien      | 2014         |               |
| Duzinho                 | Brasilien      | 2015         |               |
| Gilmey Aimbere          | Brasilien      | 2015         | 2016          |
| Sergio Odilon           | Brasilien      | 2016         |               |
| Índio Ferreira          | Brasilien      | 2020         |               |
| Diogo                   | Brasilien      | 2021         |               |